# Moja
Moja es una localidad española del municipio de Olèrdola, perteneciente a la provincia de Barcelona, en la comunidad autónoma de Cataluña.

## Toponimia
El nombre del lugar puede encontrarse escrito con las grafías Moja y Moya.

## Historia
Hacia mediados del siglo XIX, el lugar, por entonces con ayuntamiento propio, tenía contabilizada una población de 113 habitantes. Aparece descrito en el undécimo volumen del Diccionario geográfico-estadístico-histórico de España y sus posesiones de Ultramar de Pascual Madoz con las siguientes palabras:

MOJA ó MOYA: l. con ayunt. en la prov., aud. terr., c. g. y dióc. de Barcelona (7 leg.), part. jud. de Villafranca de Panadés (1/3): sit. en una pequeña colina, al S. del llano de Panadés, con buena ventilacion y clima templado y sano. Tiene 40 casas y una igl. parr. (San Cucufate), servida por un vicario nutual; de provision del diocesano; próximo á ella está el cementerio y una torre ant. de construccion árabe, que se conserva en buen estado. El térm. confina N. Villafranca; E. y S. San Miguel de Olerdola, y O. Sta. Margarita de Monjor. El terreno es de mediana calidad, de secano y contiena algunas canteras de piedra de cal; le cruzan varios caminos locales. El correo lo recogen los interesados en la adm. de la cab. del part. prod.: trigo mezcladizo, cebada, legumbres y vino: cria ganado lanar y alguno de cerda, y caza de perdices, conejos y liebres. ind.: fabricacion de aguardiante. pobl.: 10 vec., 47 alm. cap. prod.: 1.562,799 rs. imp.: 39,070.
(Madoz, 1848, p. 453)

El municipio de Moja desapareció de cara al censo de 1857, al incorporarse al de Olèrdola. En 2023, la entidad singular de población de Moja tenía empadronados 1404 habitantes, los mismos que el núcleo de población del mismo nombre.